# Myzostoma viride
Myzostoma viride is een ringworm uit de familie Myzostomatidae.
Myzostoma viride werd in 1927 voor het eerst wetenschappelijk beschreven door Atkins.